# Leopoldo Bolognesi
Leopoldo Bolognesi (Reggio Emilia, 21 maggio 1911 – ...) è stato un calciatore italiano, di ruolo centrocampista.

## Carriera
Debutta in massima serie con la Reggiana nel 1927-1928, totalizzando in due stagioni 32 presenze. Dopo la nascita della Serie B, disputa altre 11 partite nel campionato 1929-1930, prima della retrocessione in Prima Divisione avvenuta al termine della stagione.